# HP-G56
Los Compaq Presario CQ56 y HP G56 son una serie de ordenadores portátiles creados y comercializados por Hewlett-Packard a nivel mundial en 2010. Presentan diferentes referencias comerciales en función de la CPU, memoria y disco duro:
- Compaq Presario CQ56 - 155ss : Intel Pentium T4500 a 2,3 GHz - 1024 KB Caché L2, Disco duro SATA de 250 GB y 5400 RPM[1][2]

Aunque viene de serie con variantes de Windows 7 o SUSE Linux, se puede instalar Windows 10 o cualquier distro de Linux

## Detalles Técnicos
- CPU: Las diferentes variantes equipan los siguientes microprocesadores:[4]
  - Intel Mobile Celeron 925 a 2.3 GHz, 1-MB L3 cache, 800 MHz[4][5]
  - Intel Celeron 900 a 2.2 GHz[4]
  - Intel Pentium T4500 a  2.3 GHz[4]
  - Intel Celeron T3500 a 2.1 GHz[4]
  - AMD V-160 a 2.4 GHz,512-MB L2 cache, 1066 MHz, 3.2 GT/s, single-core 25 W[4][6]
  - AMD V140 a 2.3 GHz, 512-MB, L2 cache, 1066 MHz, 3.2 GT/s, single-core 25 W[4][7]
  - AMD Athlon II N370 a 2.5 GHz, 1 MB L2 cache, 1066 MHz, 3.2 GT/s, dual-core 35 W[4][8]
  - AMD Athlon II N350 a 2.4 GHz, 1 MB L2 cache, 1066 MHz, 3.2 GT/s, dual-core 35 W[4][9]
  - AMD Athlon II P360 a 2.3 GHz, 1 MB L2 cache, 3.6 GT/s, dual-core 25 W[4][10]
  - AMD Athlon II P340 a 2.2 GHz, 1 MB L2 cache, 1066 MHz, 3.2 GT/s, dual-core 25 W[4][11]
  - AMD Athlon II P320 a 2.1 GHz, 1-MB L2 cache, 1066 MHz, 3.2 GT/s, dual-core 25 W[4][12]

- Memoria RAM: dos ranuras SO-DIMM soportando DDR2-SDRAM a 800 MHz para los procesadores Intel y DDR3-SDRAM a 1066 MHz para los AMD, en módulos de 1024 MB y 2048 MB. Capacidad máxima de 4 GB con las siguientes combinaciones:.
  - 4096 MB (2048 MB × 2)
  - 3072 MB (1024 MB × 1 + 2048 MB × 1)
  - 2048 MB (2048 MB × 1)
  - 2048 MB (1024 MB × 2)
  - 1024 MB (1024 MB × 1)
- BIOS Hewlett-Packard / Insyde Software F.05
- Placa madre: Hewlett-Packard 1605
  - Chipset: Concentrador controlador de gráficos y memoria Intel 82GL40, Intel GL40 (Cantiga-GL) + ICH9M (Base)
    - Gráficos : Intel GMA 4500MHD El chip no posee memoria de video dedicada, pero toma dinámicamente una cantidad de memoria principal (hasta 384 MiB).[13]
    - CODEC Audio integrado Realtek High Definition Audio, en el Intel 82801IB ICH9 - High Definition Audio [A3]

  - Socket 478 de 35 x 35 mm[14][15]
  - Tarjeta de red integrada Realtek RTL8102E/8103E Fast Ethernet
  - Ranura Mini PCI Express para el módulo WiFi. Puede venir con una de estas:
    - Atheros AR9285 802.11b/g/n
    - Broadcom 4313 802.11b/g/n (solo AMD)
    - Broadcom 4313 802.11b/g/n y Bluetooth 2.1+EDR
    - Ralink RT3090BC4 802.11b/g/n y Bluetooth 2.1+EDR
    - Realtek RTL8191SE 802.11b/g/n
    - Ralink RT5390 802.11b/g/n (solo Intel)
- Carcasa : 374 milímetros (14,72 plg) * 248 milímetros (9,76 plg) * 32,8 milímetros (1,29 plg) a 37,8 milímetros (1,49 plg) en plástico negro y plata, con un peso de 2550 gramos (89,95 oz) con batería. En el lateral izquierdo conector VGA DE-15, ranuras de ventilación para salida de calor, RJ-45 Gigabit Ethernet, dos USB 2.0, minijacks de micrófono y auriculares (ambos pueden ser estéreo), LED de actividad del disco duro. En el lateral derecho, unidad de disco óptico (Regrabadoras CD/DVD), puerto USB 2.0, luz del adaptador de corriente (blanco conectado, ámbar cargando batería, destellos de blanco modo hibernación, apagado sin alimentación), conector de la fuente de alimentación de 7,4 * 5.0 mm, conector de seguridad Kensington. En la parte inferior bahía de la batería (6 celdas, 593553-001 de 2,20 Ah, 47-Wh; 593554-001 2,55 Ah, 55-Wh)

- Monitor interno: LG Philips LP156WH2-TLQB de 194 x 344 mm  con una resolución de 1366 x 768 píxels y un Pixel Clock de 69,30 MHz. No soporta sRGB
- Soporte :
  - Disco duro SATA de 2,5 pulgadas 9,5 milímetros (0,37 plg) * 63,5 milímetros (2,50 plg)
    - 500 GB, 5400 RPM
    - 320-GB, 7200 RPM
    - 250-GB, 7200 RPM

  - Unidad de disco óptico SATA DVD±RW SuperMulti Double capa con LightScribe
  - Unidades de almacenamiento masivo sobre USB 2.0
- Entrada/Salida :
  - Puerto Ethernet RJ-45 10/100
  - Puerto Monitor VGA DE-15 soporta un monitor externo con una resolución de 1600 × 1200 a 75 Hz, que puede configurarse en extensión del escritorio
  - Un conector USB 2.0 en el lado derecho y 2 en el izquierdo
  - Minijack estéreo de auriculares / altavoces
  - Minijack estéreo de micrófono
  - Mini PCI Express interno ocupado por la tarjeta WiFi
- Sistema operativo : preinstalados
  - Windows 7 Professional (32 y 64 bits)
  - Windows 7 Home Premium (32 y 64 bits)
  - Windows 7 Home Basic (32 y 64 bits)
  - Windows 7 Starter (32 bits)
  - SUSE Linux
- Fuente de alimentación externa HP 609939-001 (en India 609948-001) Entrada: 100-240 V AC 50-60 Hz, Salida: 18,5 V DC 3,5 amperios, 65 W Conector al portátil de 7,4 * 5.0 mm